# Meidericher Spielverein von 1902 1964-1965
Questa voce raccoglie le informazioni riguardanti il Meidericher Spielverein von 1902 nelle competizioni ufficiali della stagione 1964-1965.

## Stagione
Nella stagione 1964-1965 il Meidericher, allenato da Rudi Gutendorf e Ömmes Schmidt, concluse il campionato di Bundesliga al 7º posto. In Coppa di Germania il Meidericher fu eliminato agli ottavi di finale dall'Eintracht Braunschweig.

## Rosa
| N. |                     | Ruolo | Calciatore        |
| -- | ------------------- | ----- | ----------------- |
|    | Germania (bandiera) | P     | Fred Jesse        |
|    | Germania (bandiera) | P     | Manfred Manglitz  |
|    | Germania (bandiera) | P     | Erich Staude      |
|    | Germania (bandiera) | D     | Michael Bella     |
|    | Germania (bandiera) | D     | Dieter Danzberg   |
|    | Germania (bandiera) | D     | Hartmut Heidemann |
|    | Germania (bandiera) | D     | Werner Lotz       |
|    | Germania (bandiera) | D     | Manfred Müller    |
|    | Germania (bandiera) | D     | Günter Preuß      |
|    | Germania (bandiera) | D     | Johann Sabath     |
|    | Germania (bandiera) | C     | Johann Cichy      |

| N. |                        | Ruolo | Calciatore       |
| -- | ---------------------- | ----- | ---------------- |
|    | Germania (bandiera)    | C     | Werner Krämer    |
|    | Paesi Bassi (bandiera) | C     | Heinz van Haaren |
|    | Germania (bandiera)    | A     | Friedhelm Bruns  |
|    | Germania (bandiera)    | A     | Pille Gecks      |
|    | Germania (bandiera)    | A     | Heinz Höher      |
|    | Germania (bandiera)    | A     | Rüdiger Mielke   |
|    | Germania (bandiera)    | A     | Ludwig Nolden    |
|    | Brasile (bandiera)     | A     | Raoul Tagliari   |
|    | Germania (bandiera)    | A     | Rudolf Schmidt   |
|    | Germania (bandiera)    | A     | Heinz Versteeg   |

## Organigramma societario
Area tecnica
- Allenatore: Ömmes Schmidt
- Allenatore in seconda:
- Preparatore dei portieri:
- Preparatori atletici:

## Calciomercato

### Sessione estiva
| Acquisti | Acquisti         | Acquisti      | Acquisti |
| R.       | Nome             | da            | Modalità |
| -------- | ---------------- | ------------- | -------- |
| A        | Rudolf Schmidt   | Horst Emscher |          |
| C        | Heinz van Haaren | VfB Marl Hüls |          |

| Cessioni | Cessioni         | Cessioni                 | Cessioni |
| R.       | Nome             | a                        | Modalità |
| -------- | ---------------- | ------------------------ | -------- |
| A        | Uwe Erich        | Arminia Bielefeld        |          |
| C        | Kurt Gorgs       | Sportfreunde Saarbrücken |          |
| A        | Werner Kubek     | RW Oberhausen            |          |
| A        | Friedhelm Vos    | Eintracht Duisburg       |          |
| A        | Gustav Walenciak | Arminia Bielefeld        |          |

## Risultati

### Bundesliga

#### Girone di andata
| Arbitro: | Fritz |

|                     |           |          |
| Marx 2’ Geisert 64’ | Marcatori | 58’ Lotz |

| Arbitro: | Spiewak |

|                               |           |                    |
| Lotz 17’ Krämer 24’ Gecks 29’ | Marcatori | 82’ (rig.) Neumann |

| Arbitro: | Treichel |

|  |           |             |
|  | Marcatori | 13’ Schmidt |

| Arbitro: | Deuschel |

|            |           |                            |
| Krämer 18’ | Marcatori | 21’, 57’ Huberts 29’ Kraus |

| Arbitro: | Regely |

|                          |           |  |
| Mate 10’ Seeler 20’, 77’ | Marcatori |  |

| Arbitro: | Kreitlein |

|  |           |                                             |
|  | Marcatori | 25’ (aut.) Heidemann 36’ Schäfer 42’ Müller |

| Arbitro: | Sturm |

|                             |           |                         |
| Kuntz 17’, 52’, 65’ May 32’ | Marcatori | 66’ Versteeg 81’ Krämer |

| Arbitro: | Ott |

|                    |           |                                     |
| Lotz 30’, 61’, 73’ | Marcatori | 11’, 13’ Geiger 58’ (rig.) Hoffmann |

| Arbitro: | Sparing |

|                     |           |                      |
| Faeder 10’ Rühl 39’ | Marcatori | 32’ Krämer 52’ Gecks |

| Arbitro: | Regely |

|                  |           |  |
| Nolden 8’ (rig.) | Marcatori |  |

| Dortmund 19 novembre 1964, ore 20:30 CET 11ª giornata | Borussia Dortmund | 0 – 0 referto | Meidericher | Stadio Rote Erde (5 000 spett.)\| Arbitro: \| Seekamp \| |
| Arbitro:                                              | Seekamp           |               |             |                                                          |

| Arbitro: | Schulenburg |

|                         |           |  |
| Krämer 30’ Tagliari 34’ | Marcatori |  |

| Arbitro: | Seiler |

|               |           |  |
| Zebrowski 88’ | Marcatori |  |

| Arbitro: | Spiewak |

|                               |           |          |
| Nolden 58’ (rig.), 67’ (rig.) | Marcatori | 15’ Grau |

| Arbitro: | Ohmsen |

|                              |           |            |
| Brunnenmeier 25’ Luttrop 75’ | Marcatori | 29’ Krämer |

#### Girone di ritorno
| Arbitro: | Sturm |

|          |           |         |
| Gecks 6’ | Marcatori | 3’ Madl |

| Arbitro: | Riegg |

|                       |           |  |
| Mangold 61’ Meier 90’ | Marcatori |  |

| Arbitro: | Handwerker |

|                         |           |  |
| Tagliari 82’ Krämer 90’ | Marcatori |  |

| Arbitro: | Treichel |

|                         |           |                                  |
| Tutschek 31’ Stinka 80’ | Marcatori | 58’ Krämer 73’ Versteeg 87’ Lotz |

| Arbitro: | Deuschel |

|                         |           |                       |
| Lotz 64’, 85’ Gecks 74’ | Marcatori | 48’ Seeler 84’ Dörfel |

| Arbitro: | Fischer |

|            |           |                |
| Müller 68’ | Marcatori | 72’, 74’ Gecks |

| Arbitro: | Tschenscher |

|                |           |         |
| van Haaren 84’ | Marcatori | 57’ May |

| Arbitro: | Seekamp |

|                                                    |           |                               |
| Höller 17’ Hoffmann 22’ (rig.) Weiß 73’ Arnold 82’ | Marcatori | 60’ Schmidt 69’ (rig.) Nolden |

| Arbitro: | Fritz |

|                         |           |                         |
| Danzberg 20’ Müller 69’ | Marcatori | 18’ Kremer 24’ Steinert |

| Arbitro: | Mathieu |

|                  |           |  |
| Bandura 12’, 39’ | Marcatori |  |

| Arbitro: | Ott |

|                                              |           |                         |
| Redder 30’ (aut.) van Haaren 40’ Schmidt 62’ | Marcatori | 67’ Brungs 81’ Emmerich |

| Arbitro: | Treichel |

|              |           |            |
| Allemann 32’ | Marcatori | 33’ Mielke |

| Arbitro: | Sparing |

|                            |           |                          |
| Schmidt 62’ van Haaren 79’ | Marcatori | 24’ Matischak 51’ Schütz |

| Arbitro: | Schulenburg |

|              |           |                          |
| Gerhardt 58’ | Marcatori | 34’ Tagliari 47’ Schmidt |

| Arbitro: | Horstmann |

|                                               |           |  |
| Lotz 36’ Radenković 57’ (aut.) van Haaren 73’ | Marcatori |  |

### Coppa di Germania
| Arbitro: | Heckeroth |

|  |           |                    |
|  | Marcatori | 114’ (aut.) Raffel |

| Arbitro: | Heumann |

|  |           |           |
|  | Marcatori | 19’ Ulsaß |

## Statistiche

### Statistiche di squadra
| Competizione      | Punti | In casa | In casa | In casa | In casa | In casa | In casa | In trasferta | In trasferta | In trasferta | In trasferta | In trasferta | In trasferta | Totale | Totale | Totale | Totale | Totale | Totale | DR |
| Competizione      | Punti | G       | V       | N       | P       | Gf      | Gs      | G            | V            | N            | P            | Gf           | Gs           | G      | V      | N      | P      | Gf     | Gs     | DR |
| ----------------- | ----- | ------- | ------- | ------- | ------- | ------- | ------- | ------------ | ------------ | ------------ | ------------ | ------------ | ------------ | ------ | ------ | ------ | ------ | ------ | ------ | -- |
| Bundesliga        | 32    | 15      | 8       | 5       | 2       | 29      | 21      | 15           | 4            | 3            | 8            | 17           | 27           | 30     | 12     | 8      | 10     | 46     | 48     | -2 |
| Coppa di Germania | -     | 1       | 0       | 0       | 1       | 0       | 1       | 1            | 1            | 0            | 0            | 1            | 0            | 2      | 1      | 0      | 1      | 1      | 1      | 0  |
| Totale            | 32    | 16      | 8       | 5       | 3       | 29      | 22      | 16           | 5            | 3            | 8            | 18           | 27           | 32     | 13     | 8      | 11     | 47     | 49     | -2 |

### Andamento in campionato
| Giornata  | 1  | 2 | 3 | 4  | 5  | 6  | 7  | 8  | 9  | 10 | 11 | 12 | 13 | 14 | 15 | 16 | 17 | 18 | 19 | 20 | 21 | 22 | 23 | 24 | 25 | 26 | 27 | 28 | 29 | 30 |
| --------- | -- | - | - | -- | -- | -- | -- | -- | -- | -- | -- | -- | -- | -- | -- | -- | -- | -- | -- | -- | -- | -- | -- | -- | -- | -- | -- | -- | -- | -- |
| Luogo     | T  | C | T | C  | T  | C  | T  | C  | T  | C  | T  | C  | T  | C  | T  | C  | T  | C  | T  | C  | T  | C  | T  | C  | T  | C  | T  | C  | T  | C  |
| Risultato | P  | V | V | P  | P  | P  | P  | N  | N  | V  | N  | V  | P  | V  | P  | N  | P  | V  | V  | V  | V  | N  | P  | N  | P  | V  | N  | N  | V  | V  |
| Posizione | 13 | 7 | 4 | 10 | 14 | 14 | 15 | 14 | 15 | 13 | 14 | 11 | 14 | 11 | 13 | 13 | 13 | 11 | 9  | 9  | 9  | 7  | 8  | 8  | 9  | 9  | 8  | 8  | 7  | 7  |

Legenda:

Luogo: C = Casa; T = Trasferta. Risultato: V = Vittoria; N = Pareggio; P = Sconfitta.

### Statistiche dei giocatori
| Giocatore     | Bundesliga | Bundesliga | Bundesliga  | Bundesliga | Coppa di Germania | Coppa di Germania | Coppa di Germania | Coppa di Germania | Totale   | Totale | Totale      | Totale     |
| Giocatore     | Presenze   | Reti       | Ammonizioni | Espulsioni | Presenze          | Reti              | Ammonizioni       | Espulsioni        | Presenze | Reti   | Ammonizioni | Espulsioni |
| ------------- | ---------- | ---------- | ----------- | ---------- | ----------------- | ----------------- | ----------------- | ----------------- | -------- | ------ | ----------- | ---------- |
| M. Bella      | 2          | 0          | 0           | 0          | 0                 | 0                 | 0                 | 0                 | 2        | 0      | 0           | 0          |
| F. Bruns      | 2          | 0          | 0           | 0          | 0                 | 0                 | 0                 | 0                 | 2        | 0      | 0           | 0          |
| J. Cichy      | 3          | 0          | 0           | 0          | 0                 | 0                 | 0                 | 0                 | 3        | 0      | 0           | 0          |
| D. Danzberg   | 8          | 1          | 0           | 0          | 1                 | 0                 | 0                 | 0                 | 9        | 1      | 0           | 0          |
| P. Gecks      | 21         | 6          | 0           | 0          | 2                 | 0                 | 0                 | 0                 | 23       | 6      | 0           | 0          |
| H. Heidemann  | 28         | 0          | 0           | 0          | 2                 | 0                 | 0                 | 0                 | 30       | 0      | 0           | 0          |
| H. Höher      | 10         | 0          | 0           | 0          | 0                 | 0                 | 0                 | 0                 | 10       | 0      | 0           | 0          |
| F. Jesse      | 0          | 0          | 0           | 0          | 0                 | 0                 | 0                 | 0                 | 0        | 0      | 0           | 0          |
| W. Krämer     | 27         | 8          | 0           | 0          | 1                 | 0                 | 0                 | 0                 | 28       | 8      | 0           | 0          |
| W. Lotz       | 27         | 9          | 0           | 1          | 1                 | 0                 | 0                 | 0                 | 28       | 9      | 0           | 1          |
| M. Manglitz   | 28         | 0          | 0           | 0          | 2                 | 0                 | 0                 | 0                 | 30       | 0      | 0           | 0          |
| R. Mielke     | 2          | 1          | 0           | 0          | 0                 | 0                 | 0                 | 0                 | 2        | 1      | 0           | 0          |
| M. Müller     | 24         | 1          | 0           | 0          | 2                 | 0                 | 0                 | 0                 | 26       | 1      | 0           | 0          |
| L. Nolden     | 27         | 4          | 0           | 0          | 2                 | 0                 | 0                 | 0                 | 29       | 4      | 0           | 0          |
| G. Preuß      | 20         | 0          | 0           | 0          | 2                 | 0                 | 0                 | 0                 | 22       | 0      | 0           | 0          |
| H. Rahn       | 1          | 0          | 0           | 0          | 0                 | 0                 | 0                 | 0                 | 1        | 0      | 0           | 0          |
| J. Sabath     | 26         | 0          | 0           | 0          | 1                 | 0                 | 0                 | 0                 | 27       | 0      | 0           | 0          |
| R. Schmidt    | 23         | 5          | 0           | 0          | 1                 | 0                 | 0                 | 0                 | 24       | 5      | 0           | 0          |
| E. Staude     | 2          | 0          | 0           | 0          | 0                 | 0                 | 0                 | 0                 | 2        | 0      | 0           | 0          |
| R. Tagliari   | 5          | 3          | 0           | 0          | 1                 | 0                 | 0                 | 0                 | 6        | 3      | 0           | 0          |
| H. Versteeg   | 21         | 2          | 0           | 0          | 2                 | 0                 | 0                 | 0                 | 23       | 2      | 0           | 0          |
| H. van Haaren | 23         | 4          | 0           | 0          | 2                 | 0                 | 0                 | 0                 | 25       | 4      | 0           | 0          |